# Fraile Muerto
Fraile Muerto, auch als Frayle Muerto geführt, ist eine im Departamento Cerro Largo gelegene Stadt im Osten Uruguays.

## Geographie

### Lage
Sie befindet sich im Zentrum des Departamentos etwa 40 Kilometer westlich der Departamento-Hauptstadt Melo. Durch die Stadt fließt der Arroyo Fraile Muerto.

### Bodenschätze
Bei Fraile Muerto existieren Uran-Lagerstätten.

## Geschichte
Am 19. Dezember 1957 wurde Fraile Muerto durch das Gesetz Nr. 12.478 in die Kategorie „Villa“ aufgenommen.

## Infrastruktur

### Bildung
Fraile Muerto verfügt mit dem 1956 gegründeten, im Barrio Mazziotta befindlichen Liceo de Fraile Muerto über eine weiterführende Schule (Liceo). Die Schülerzahl betrug im Jahr 2008 408.

## Einwohner
Fraile Muerto hat 3.168 Einwohner (Stand: 2011), davon 1.551 männliche und 1.617 weibliche.
| Jahr | Einwohner |
| ---- | --------- |
| 1963 | 2.578     |
| 1975 | 2.468     |
| 1985 | 2.903     |
| 1996 | 3.214     |
| 2004 | 3.229     |
| 2011 | 3.168     |

Quelle: Instituto Nacional de Estadística de Uruguay

## Stadtverwaltung
Bürgermeisterin (Alcalde) von Fraile Muerto ist Graciela Echenique.